# Adriano Bonaiuti
Adriano Bonaiuti (Roma, 7 maggio 1967) è un allenatore di calcio ed ex calciatore italiano, di ruolo portiere.

## Carriera

### Giocatore
Comincia la carriera nell'Artiglio, squadra della capitale. Dopo essere stato scartato a un provino con la Roma approda al settore giovanile del Cesena dove rimane una sola stagione.
Nel 1985 passa alla Sambenedettese dove debutta tra i professionisti nella stagione di Serie B 1987-1988 giocando una partita. L'anno successivo viene promosso titolare collezionando 31 presenze e una retrocessione in Serie C1.

Bonaiuti alla Juventus nella stagione 1989-1990

Viene quindi acquistato dal Verona, che lo cede poi alla Juventus nell'ambito dell'operazione che porta Luciano Bodini a Verona. A Torino gioca una sola partita in due stagioni, debuttando in Serie A l'8 aprile 1990 in Juventus-Cremonese (4-0).
Nel 1991 passa al Padova, in Serie B, dove nel 1994 ottiene una storica promozione in Serie A dopo 32 anni, giocando in totale cinque stagioni di cui due in massima serie.
Successivamente gioca con il Palermo e con il Cosenza in Serie B, in Serie C2 con il Trapani e di nuovo in Serie B con il Pescara.
Nel 2001 torna in Serie A con l'Udinese, dove non giocherà mai nessuna partita in campionato. Nella stagione 2004-2005, pur mantenendo il ruolo di terzo portiere della squadra comincia la carriera da preparatore dei portieri. Al termine della stagione si ritira dal calcio giocato.

### Allenatore
Dopo aver terminato nel 2005 la carriera agonistica, è entrato nello staff tecnico di Luciano Spalletti come preparatore dei portieri dell'Udinese. Nella stagione successiva ha seguito Spalletti alla Roma, svolgendo lo stesso incarico. Lascia la società giallorossa nel 2009 dopo le dimissioni del tecnico toscano.
Nel 2010 ritorna nello staff tecnico dell'Udinese, con il ruolo di collaboratore tecnico di Francesco Guidolin.
Nell'agosto 2013 passa all'Inter in qualità di preparatore dei portieri, ritrovando il portiere sloveno Samir Handanovič, già allenato durante l'esperienza friulana. Dopo dieci anni, in concomitanza con la fine dell'esperienza di Handanovič all'Inter, lascia il club nerazzurro.

## Palmarès

### Giocatore

#### Competizioni nazionali
- Coppa Italia: 1

Juventus: 1989-1990

#### Competizioni internazionali
- Coppa UEFA: 1

Juventus: 1989-1990